# Percophis brasiliensis
Percophis brasiliensis ist ein schlanker Meeresfisch, der im südwestlichen Atlantik an der Küste Argentiniens, Uruguays und des südlichen Brasilien vorkommt. Die Art ist die einzige der Gattung Percophis, und nachdem die ehemaligen Unterfamilien der Schnabelfische (Percophidae traditionellen Umfangs) in den Familienrang erhoben wurden, die einzige Art, die in den Percophidae verbleibt.

## Merkmale
Percophis brasiliensis wird im Durchschnitt etwa 40 cm lang. Das größte bisher vermessene Exemplar hatte eine Länge von 53,3 cm. Die Fische haben eine langgestreckte Gestalt, zwei Rückenflossen und eine sehr lange Afterflosse. Von den Rückenflossen ist die erste kurz, die zweite sehr lang. Die Bauchflossen sind kehlständig und befinden sich vor dem Brustflossenansatz. Die Urohyale, eine Sehnenverknöcherung im Schädel, ist stark abgeflacht und hat eine komplexe Form. Die erste Pharyngobranchiale, der oberste Knochen des ersten Kiemenbogens, ist reduziert und völlig verknöchert. Baudelots Ligament, ein Band zwischen Supracleithrum, einem Deckknochen des Schultergürtels, und dem ersten Wirbel, ist distal verzweigt. Fünf Supraneuralia (Neuralfortsätze) oder flossenstrahlenlose Pterygiophoren sind vorhanden. Die Körperhöhle liegt weit vorne. Der Unterkiefer steht vor. Die Schuppen oberhalb der Seitenlinie sind ctenoid, die Seitenlinienschuppen aber nicht gesägt, sondern dreilappig oder gekielt. Winzige Schuppen finden sich auch entlang der Schwanzflossenstrahlen.
- Flossenformel: Dorsale VIII–IX/30–33, Anale I/38–42, Caudale 13.[1]

## Systematik
Percophis brasiliensis wurde früher als einzige Art der Unterfamilie Percophinae in die Familie der Schnabelfische gestellt. Diese stellt jedoch kein Monophylum dar, sondern ist eine Gruppe bodenbewohnender Fische, die sich konvergent entwickelt haben, aber nicht näher miteinander verwandt sind. Percophis brasiliensis teilt insgesamt drei Merkmale mit den Bembropidae, die ebenfalls als Unterfamilie zu den Schnabelfischen gestellt wurden, darunter ein nach hinten gerichteter Stachel auf dem Kiemendeckel, der das Suboperculare überragt und das Fehlen einer Zahnplatte auf der  Epibranchiale II (der Knochenstütze des oberen Astes des zweiten Kiemenbogens). In neueren phylogenetischen Analysen wurde Percophis brasiliensis als Schwestergruppe der Antarktisfische (Notothenioidei) (in ihrer ursprünglichen Zusammensetzung) ermittelt und schließlich als basales Taxon dieser Unterordnung und damit der Ordnung der Barschartigen (Perciformes) zugeordnet.